# Brasão de São Gonçalo do Sapucaí
O Brasão de Armas de São Gonçalo do Sapucaí é um dos símbolos daquele município e tem o seguinte significado:
- A coroa-mural acima o escudo remonta aos primeiros habitantes da cidade, portugueses e paulistas descendentes de nobres casas lusitanas;
- A pirâmide entre as duas picaretas ilustra a forte ligação da cidade com a Inconfidência Mineira, bem como a mineração de ouro, que foi a base para crescimento e desenvolvimento da cidade;
- A pirâmide verde e a corrente arrebentada envolvendo-a, na parte inferior, é parte integrante da bandeira da cidade, e sugere a liberdade do município, após conquistar do Império Brasileiro sua elevação à categoria de vila, desmembrando-se-se assim da cidade da Campanha (Minas Gerais).
- A imagem do gado significa a pecuária, que no século XX projetou a cidade economicamente;
- O rio, na parte inferior e final do escudo é o Rio Sapucaí, que corta a cidade, e o primeiro núcleo de povoação;
- Apoiando-o, duas hastes de ramos de café, demonstrando o forte apelo que a cafeicultura representou no século XIX para crescimento e desenvolvimento do Município.
- As datas que dão base às hastes, são 1743, ano da criação do arraial com o nome de São Gonçalo da Campanha do Rio Verde, e 1880, ano da criação da vila com o atual nome.
- Dando base ao escudo o dístico com o nome da cidade, partindo das datas de criação do arraial, e posteriormente vila.